# العلاقات الإسرائيلية الموريتانية
العلاقات الإسرائيلية الموريتانية تشير إلى العلاقات الثنائية التاريخية والحالية بين إسرائيل وموريتانيا. في عام 1999 أصبحت موريتانيا ثالث دولة عضو في الجامعة العربية (إلى جانب مصر والأردن) تعترف بإسرائيل كدولة ذات سيادة. في واقع الأمر، أقام كلا البلدين علاقات دبلوماسية كاملة. تم تجميد العلاقات رداً على الحرب على غزة في 2009.

## تاريخ
نشأت العلاقات خلال فترة حكم الرئيس الموريتاني معاوية ولد أحمد الطايع، حيث جرى أول اتصال رسمي بين وزير الخارجية الموريتاني محمد سالم ولد لكحل ووزير الخارجية الإسرائيلي شمعون بيريز في 18 يونيو 1995 في مدريد برعاية وزير الخارجية الإسباني خافيير سولانا، كما عقد لقاء آخر بين الوزير الموريتاني ونائب وزير الخارجية الإسرائيلي يوسي بيلين في عمان بحضور وزير الخارجية الأردني عبد الكريم الكباريتي كان من نتائجه التوصل لاتفاق رسمي لفتح مكاتب لرعاية المصالح في تل أبيب ونواكشوط في 27 نوفمبر 1995.
في نهاية أكتوبر 1998 قام وزير الشؤون الخارجية الموريتاني شيخ العافية ولد محمد خونة بزيارة تل أبيب ليبارك فوز بنيامين نتانياهو برئاسة الحكومة الإسرائيلية وأجرى خلالها مباحثات سرية. وبعد ذلك بأسبوعين، تم تعيين ولد محمد خونة رئيساً للحكومة الموريتانية من قبل الرئيس ولد الطايع، مما اعتبر مكافئة له على حصيلة زيارته إلى إسرائيل. وقد جوبهت زيارة ولد خونة برفض شعبي وعربي لتعارضها مع مقررات جامعة الدول العربية بشأن تطبيع العلاقات. في 28 أكتوبر 1999، أعلن عن إقامة علاقات دبلوماسية كاملة في العاصمة الأمريكية واشنطن. وأسهمت وزيرة الخارجية الأمريكية مادلين أولبرايت في توقيع الاتفاق، وقد صرحت عقب التوقيع قائلة «إن هذا الاتفاق سيعود بثمرات طيبة على الشعب الموريتاني». وفي عام 2001، قام وزير الخارجية الموريتانية بزيارة إلى إسرائيل، واجتمع بأرييل شارون. ومما دل على متانة العلاقات بين البلدين، أن السفير الإسرائيلي في نواكشوط، أرييل كرم، أقام حفلاً بمناسبة ذكرى استقلال إسرائيل، الذي يصادف يوم النكبة الفلسطينية، حضره عدد من المسؤولين والشخصيات الموريتانية. بعد حدوث انقلاب في موريتانيا وتسلم المجلس العسكري للعدالة والديمقراطية السلطة في أغسطس 2005 أثناء غياب الرئيس معاوية ولد الطايع، أرسل مبعوث بشكل سري لطمأنة القيادة الإسرائيلية، وتأكيد تعزيز العلاقات بين موريتانيا وإسرائيل.
شهد المجال الأمني والاستخباري تعاوناً بين الطرفين، إذ تؤكد مصادر حصول موريتانيا على الخبرة الأمنية والاستخبارية الإسرائيلية، حيث وصل عدد الخبراء الإسرائيليين في موريتانيا في بعض الفترات إلى مائة خبير، كما شهد التعاون الأمني تطوراً ملحوظاً عندما وافقت موريتانيا على الطلب الإسرائيلي المتضمن دفن النفايات النووية الإسرائيلية في الصحراء الموريتانية مقابل حصولها على بعض المساعدات المالية. وحطت الطائرات الإسرائيلية المحملة بالنفايات النووية في مطار تجكجة، على الرغم من نفي القيادة الموريتانية موافقتها على تخزين نفايات نووية إسرائيلية في موريتانيا. كما وافقت موريتانيا على إجراء تجارب للصواريخ الإسرائيلية طويلة المدى عبر إطلاقها من إسرائيل لتصيب أهدافاً في الصحراء الموريتانية. وقد أحيل موضوع النفايات النووية إلى المحكمة العليا في لندن، وأكدت صحة تكذيب السلطات الموريتانية.
في يناير 2009 جمدت موريتانيا العلاقات مع إسرائيل احتجاجاً على الحرب على غزة. في فبراير 2009، استدعت سفيرها لدى إسرائيل وفي 6 مارس 2009 تم طرد موظفي السفارة الإسرائيلية في نواكشوط وإمهالهم 48 ساعة لمغادرة موريتانيا. أغلقت السفارة الإسرائيلية رسمياً في وقت لاحق من ذلك اليوم طبقاً لإعلان وزارة الخارجية الإسرائيلية. انتهت كافة العلاقات الدبلوماسية بين البلدين رسمياً اعتباراً من 21 مارس 2010.